# Björn Engholm (bandyspelare)
Björn Engholm, född 23 februari 1939 i Grycksbo, är en svensk bandy- och fotbollsspelare.
Han var med i Grycksbo IF bandylag som 1956/57 tog JSM-silver.
Spelade fotboll för Grycksbo IF, IK Brage och avslutade i Köping.
Han spelade allsvensk bandy, en säsong i Grycksbo IF och tre säsonger med Köping IS.
Den egna bandykarriären avslutades i Kungsörs SK 1978.
Han var även tränare i Grycksbo IF i flera år under 1980-talet.